# 池武当インターチェンジ
池武当インターチェンジ（いけんとうインターチェンジ）は、沖縄県沖縄市に新設される予定の沖縄自動車道のインターチェンジである。

## 概要
沖縄南IC - 沖縄北IC間に設置予定。沖縄自動車道の慢性的な渋滞緩和と嘉手納町方面から沖縄自動車道へのアクセス向上が目的。名護方面と那覇方面の双方向に流出入が可能となる予定。

## 沿革
- 2014年度（平成26年度） : 沖縄市が構想、検討開始[2]。
- 2023年（令和5年）9月8日 : 新規事業化[3][1]。

## 道路
- E58 沖縄自動車道

## 接続する道路
- 直接接続
  - 沖縄県道74号沖縄嘉手納線

## 隣
E58 沖縄自動車道
(4)沖縄南IC - 池武当IC（事業中） - (5) 沖縄北IC